# Extérieur, nuit
Pour plus de détails, voir Fiche technique et Distribution.
Extérieur, nuit est un film français réalisé par Jacques Bral, sorti le 10 septembre 1980, ressorti en 1985. Une version restaurée est également ressortie en salles en France le 27 janvier 2010.

## Synopsis
Léo, un musicien de jazz qui pour vivre travaille à écrire des fonds musicaux pour des agences de publicités et vit chez ses copines successives, décide un matin de déprime de plaquer celle du moment. Il s'impose, plus qu'il ne demande asile, chez Bony un vieil ami de son âge rencontré un soir sur les barricades de mai 1968 et devenu un écrivain en panne d'inspiration. Pour oublier sa condition, il emmène Bony dans des virées nocturnes à boire des tournées dans les bars parisiens. Un soir que Bony l'a laissé à sa dérive, Léo rentre en taxi. Il est conduit par une chauffeuse qui devant l'air triste de son charmant client vient s'assoir à côté de lui et tarifie sa course par un moment d'amour sur la banquette arrière.
Troublé par l'attitude libre et quelque peu violente de la jeune femme, Léo décide le soir suivant de la retrouver dans un bar qu'elle lui a dit fréquenter. Accompagné de Bony, il fait plus ample connaissance de Cora, qui se révèle sauvage et libérée dans ses rapports aux hommes. Bony est également sous le charme. Léo et Cora, finalement de même nature, tentent de s'apprivoiser mutuellement et commencent une relation. Cora, dont le passé est relativement trouble, rêve depuis longtemps de partir en Amérique du Sud et amasse par diverses méthodes la somme nécessaire à son voyage. Bony, bonne pâte, facilite leur relation en prêtant à son ami son appartement pour la nuit, tout en espérant également séduire Cora, qui se laissera faire une fois. Petit à petit Léo tombe amoureux d'elle et est prêt à tout pour partir avec elle, « même si cela doit durer quinze jours ». Au petit matin, Cora est partie, en ayant fait au passage les poches de Bony.

## Fiche technique
- Titre : Extérieur, nuit
- Réalisation : Jacques Bral
- Scénario : Jacques Bral
- Idée originale : Noël Burch
- Dialogues : Jean-Paul Leca, Julien Levi, Jacques Bral
- Musique : Karl-Heinz Schäfer
- Directeur de la photographie : Pierre-William Glenn
- Ingénieur du son : Antoine Bonfanti
- Montage : Jacques Bral
- Directeur de production : Patrick Delauneux
- Production : Les Films Noirs
- Pays d'origine : France
- Format : Couleurs (1,66 - 35 mm, Eastmancolor)
- Genre : Comédie dramatique
- Durée : 112 minutes
- Date de première sortie : 10 septembre 1980
- Remastérisé (format 1.85 son Dolby 5.1 SRD) avec le soutien de la région Île-de-France avec une sortie le 27 janvier 2010.

## Distribution
- Gérard Lanvin : Léo
- Christine Boisson : Cora
- André Dussollier : Bony
- Jean-Pierre Sentier : Charles
- Marie Keime : la femme
- Élisabeth Margoni : Véronique
- Lydie Pruvot : la fille du club de Jazz
- Jean-Francis Gondre : le premier client
- Sylvie Pinel : le faux témoin
- Henri-Jacques Huet : un musicien
- Roland Dufau : barman.

## Lieux de tournage
Parmi les principaux lieux de tournages se trouvent des scènes filmées le long du canal Saint-Martin et du bassin de la Villette, dans le quartier de Pigalle et de la place de la République, sur l'avenue des Gobelins et l'avenue de la Porte-de-Vincennes.